# Henry Honywood Dombrain
Henry Honywood Dombrain (1818–1905) foi um botânico, micologista e clérigo britânico especializado no estudo de plantas com flores ornamentais.

## Publicações
- 1873. The gladiolus: its history, cultivation, and exhibition, (ed.) L. Reeve & Co, 56 pp. (Reissued 2009, Cornell University Library)
- 1908. Roses for amateurs;: A practical guide to the selection and cultivation of the best roses for exhibition or garden decoration, (ed.) Gill; 3rd ed., 116 pp. (Reissued Kessinger Publishing 2009. ISBN 1-104-46028-9)